# Pachylophus pellucidus
Pachylophus pellucidus är en tvåvingeart som beskrevs av Becker 1910. Pachylophus pellucidus ingår i släktet Pachylophus och familjen fritflugor. Inga underarter finns listade i Catalogue of Life.